# Против Тимофея о долге
«Против Тимофея о долге» — судебная речь, которую приписывают древнегреческому оратору Демосфену. Сохранилась в составе «демосфеновского корпуса» под номером XLIX. Была произнесена в 362 году до н. э., авторство Демосфена оспаривается комментаторами.
Речь направлена против видного афинского военачальника Тимофея, сына Конона. Сын и наследник трапедзита (ростовщика) Пасиона Аполлодор нашёл в отцовских записях упоминание о четырёх долгах Тимофея на общую сумму в 43 мины. Тот отказался признать подлинность этих записей, и Аполлодор обратился в суд. К тому моменту срок исковой давности по делам такого рода уже прошёл, и остаётся неясным, почему рассмотрение дела всё же оказалось возможным; внимание комментаторов привлёк и тот факт, что истец требует только основную часть долга, без начисленных за 10 лет процентов.
Учитывая стилистическое несовершенство речи, антиковеды полагают, что её приписали Демосфену по ошибке. Возможно, автор — сам Аполлодор (как и в случае с речами «Против Неэры», «Против Каллиппа», «Против Поликла о сверхсрочной триерархии», «Второй речью против Стефана о лжесвидетельстве»). В любом случае речь является ценным источником данных о налоговой и военной системах Афин.